# Motivados por la Historia
Motivados por la Historia es un programa de televisión argentino, formato docu-ficción, que comenzó a emitirse el 5 de abril de 2017 por la Televisión Pública Argentina, producido por el Sistema Federal de Medios y Contenidos Públicos. Durante el programa, un profesor de historia y cuatro jóvenes se proponen revivir el mítico cruce de Los Andes a 200 años de la epopeya libertadora del General José de San Martín.

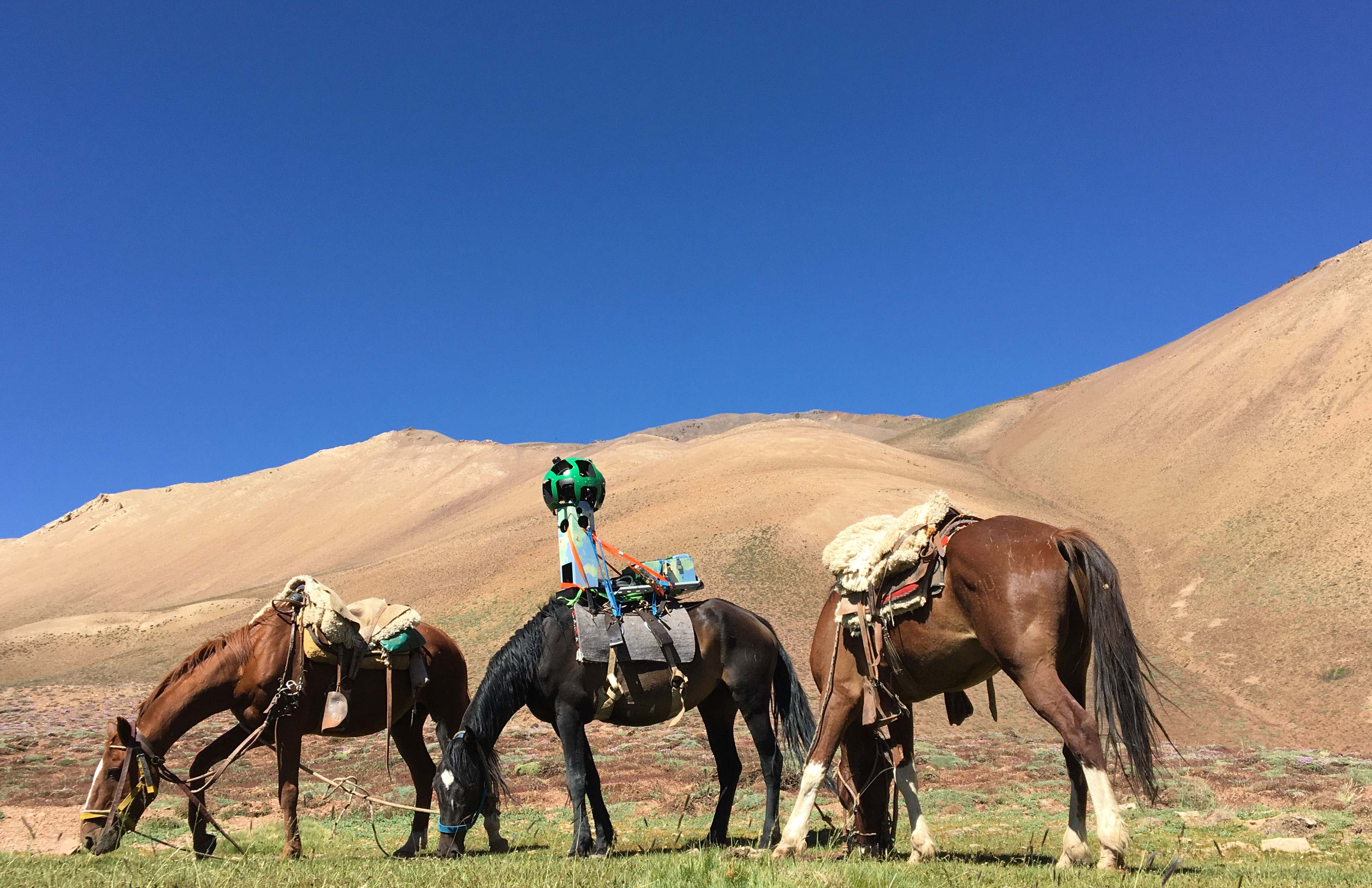
Cámaras Google Trekker en filmación de Motivados por la Historia

## Sinopsis
A lo largo de ocho capítulos, un grupo de cuatro jóvenes de la región de Cuyo (La Rioja, Mendoza, San Juan y San Luis), y un profesor de historia, docente y escritor, reviven el cruce de Los Andes a 200 años de la gesta histórica, con un objetivo: colocar un monolito y dos emblemas azules que identifican “La Ruta Sanmartiniana” como bien cultural protegido por la UNESCO en caso de conflicto armado.
La misión se desarrollará a través de los hitos que representan lugares clave por donde pasaron las tropas del Ejército Libertador: al inicio de la travesía, en Las Hornillas; en el punto más alto, a 4.500 m s. n. m., en El Espinacito; y en el límite fronterizo entre Argentina y Chile.
Durante el trayecto, el historiador Diego Quiroga escribe un libro sobre cuatro jóvenes que, cumpliendo la misma función de Gerónimo Espejo, escriba del Ejército de los Andes, vuelven a contar la historia a través de sus dispositivos digitales.
Durante el recorrido, el mismo que realizó el Ejército de los Andes de las Provincias Unidas del Río de la Plata, entre el 19 de enero y el 8 de febrero de 1817, los protagonistas deben sortear un sinfín de desafíos (el frío, el cansancio, la altura) que los llevan a redescubrir la historia y descubrirse a sí mismos frente a la adversidad.
Los principios y valores de aquellos hombres comandados por el General San Martín se ven reflejados en estos jóvenes y en el aprendizaje al que se enfrentan a lo largo del Cruce, revalorizando a aquellos que hace 200 años atravesaron los mismos paisajes hostiles con el fin de lograr la gesta libertadora más importante del Continente americano.
A su vez, un grupo de historiadores y especialistas aporta información de riguroso contenido histórico sobre el cruce, complementando y dando un marco histórico a los protagonistas a lo largo de travesía.

### Rodaje
La filmación del documental demandó 22 días:
- 1 en Uspallata (Provincia de Mendoza - Argentina)
- 4 en Barreal (Provincia de San Juan - Argentina)
- 11 en la Cordillera de los Andes
- 1 en Curimón (Chile)
- 1 en Chacabuco (Chile)
- 4 en Buenos Aires (Argentina)

Google participó de la experiencia, vinculando uno de sus productos, Street View, con los espectadores de la serie y los usuarios  utilizando Trekker (uno de los sistemas de recolección de imágenes de la herramienta Street View de Google Maps) para capturar imágenes del Cruce de Los Andes con el fin de que personas de todas partes del mundo puedan realizar el recorrido de la Cordillera de los Andes desde sus computadoras y/o dispositivos.

### Travesía
El recorrido que siguieron los protagonistas del documental fue el siguiente: de Hornillas a Peñon (3 noches), desde Peñon a Vegas de Gallardo (1 noche). De Vegas de Gallardo a Piedras Blancas (3 noches) y desde allí a Rancho de lata (1 noche). De Rancho de lata, partieron a Manantiales (1 noche) y desde este punto, a Barreal (1 noche)[cita requerida].

### Episodios
| N.º de episodio | Nombre               | Fecha de Emisión    |
| --------------- | -------------------- | ------------------- |
| 1               | Barreal              | 5 de abril de 2017  |
| 2               | Hornillas            | 12 de abril de 2017 |
| 3               | Manantiales          | 19 de abril de 2017 |
| 4               | Peñon                | 26 de abril de 2017 |
| 5               | Camino al Espinacito | 3 de mayo de 2017   |
| 6               | El Espinacito        | 10 de mayo de 2017  |
| 7               | El Hito              | 17 de mayo de 2017  |
| 8               | Chacabuco            | 24 de mayo de 2017  |

## Participantes
Se convocó a representantes de las cuatro provincias de Cuyo, que tuvieran entre 20 y 30 años, supieran montar a caballo, tuvieran deseos de autosuperación y el anhelo de revalorizar los conceptos Sanmartinianos.
- Ivana Woscoboinik (representante de la provincia de San Luis)
- Matías Ludueña (representante de la provincia de La Rioja)
- Federico Palacios[16] (representante de la provincia de San Juan)
- Julián Acosta Cid[17] (representante de la provincia de Mendoza)

## Mesa de teóricos

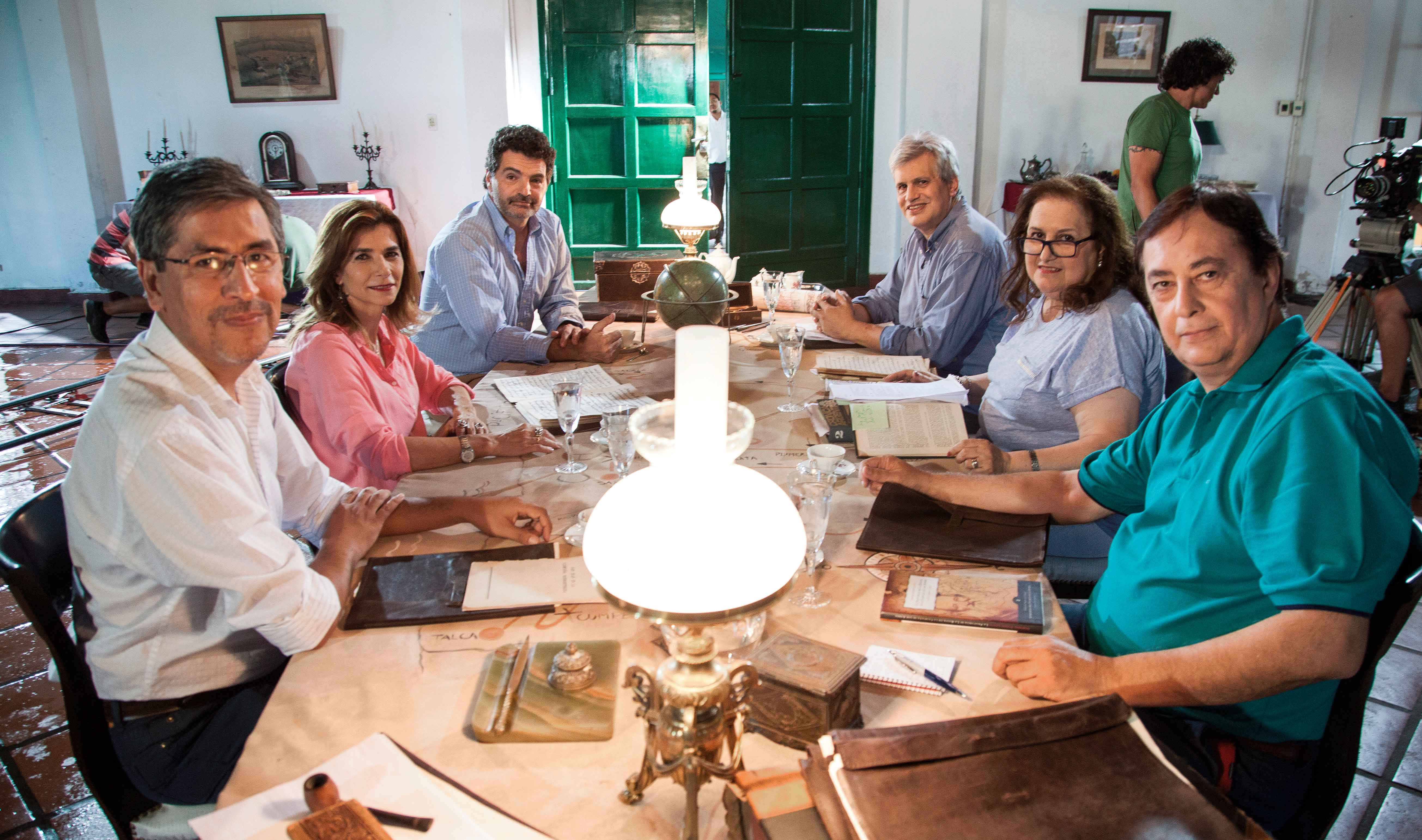
Mesa de teóricos del programa Motivados por la Historia

- Liliana Barela[18] - Licenciada en historia argentina y profesora de historia.
- Sergio Wischñevsky - Historiador, periodista y docente universitario.
- Alberto Lettieri - Historiador argentino doctorado por la Universidad de Buenos Aires.
- Adriana Micale[19] - Historiadora y docente en la Universidad Nacional de Cuyo.
- Roberto Rojo - Biólogo e espeoleólogo argentino.
- Claudio Vera[20] - Historiador argentino.

## Premios

### Premios Fund TV
| Año  | Categoría                   | Resultado |
| ---- | --------------------------- | --------- |
| 2017 | Mejor programa de educación | Ganador   |